# Phalangium mucronatum
Phalangium mucronatum is een hooiwagen uit de familie echte hooiwagens (Phalangiidae).